# Abbazia di Corvey

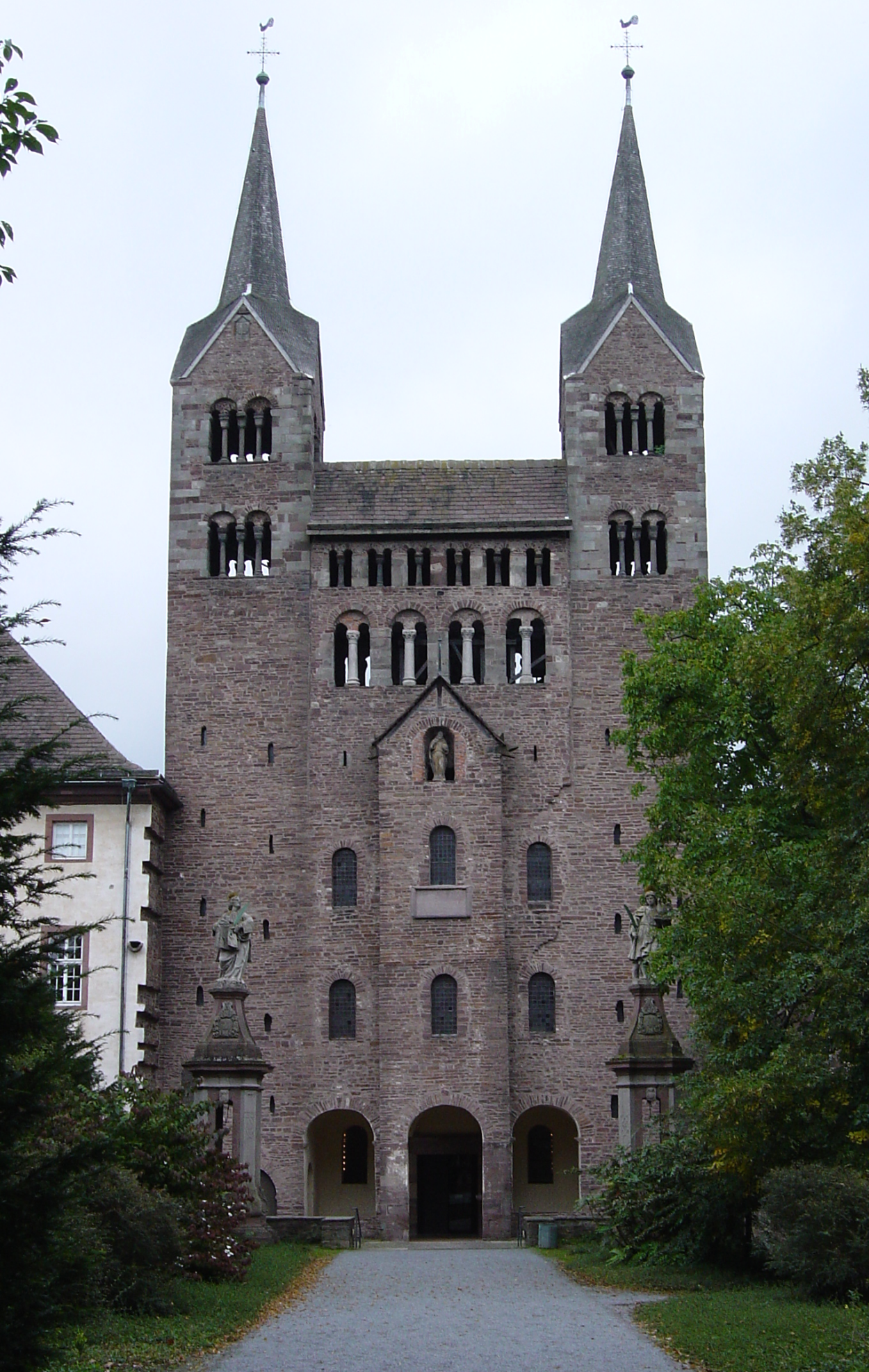
Il Westwerk della Chiesa dei Santi Stefano e Vito

L'abbazia di Corvey (in tedesco: Fürstabtei Corvey, cioè "abbazia principesca di Corvey", in italiano arcaico Corweja) era un'abbazia benedettina situata lungo il fiume Weser (nei pressi di Höxter, nell'odierna Renania Settentrionale-Vestfalia), facente parte della diocesi di Paderborn.
Rappresenta il più antico esempio ancora conservato di westwerk e la più antica struttura medievale della Vestfalia.

## Storia
Venne fondata nell'822 dai monaci di Corbie, in Piccardia (deriva il suo nome dal latino Corbeia Nova, cioè "Nuova Corbie"), per iniziativa dell'imperatore Ludovico il Pio e dell'abate Adelardo. La prima pietra venne posizionata nell'844, anno in cui ebbe luogo la consacrazione.
Anscario (noto anche come Oscar di Brema), poi arcivescovo di Brema e di Amburgo, vi fondò una Scuola che divenne uno dei principali centri culturali dell'Europa del IX - X secolo.
L'abate di Corvey ebbe dal 1203 il titolo di principe del Sacro Romano Impero e il monastero fu eretto a vescovato nel 1792: attorno al XV secolo iniziò il suo lento declino.
Venne secolarizzata nel 1803 e ceduta come principato alla Casa d'Orange-Nassau. Fu poi annessa al Regno di Vestfalia, costituito da Napoleone I per suo fratello, Girolamo Bonaparte, e quindi al regno di Prussia.
Nel 1821 con la bolla De salute animarum venne soppressa anche la diocesi e il suo territorio riassorbito dalla diocesi di Paderborn.

## Descrizione
L'abbazia ha una pianta quadrata. Nel piano inferiore si trova l'atrio sorretto da spesse colonne.
I due piani superiori comprendono entrambi una grande sala, dov'era situato il trono.
All'esterno abbiamo il Westwerk, l'invenzione dell'architettura carolingia, ovvero il corpo occidentale che serra la facciata occidentale con torri molto alte per accedere alla tribuna, dove avevano luogo la liturgia e le cerimonie che coinvolgevano l'imperatore. Sempre nel Westwerk si trovano le reliquie dei santi e dei martiri.

## Abati di Corvey (822-1792)
- Adalardo di Corbie 822–826 (della dinastia dei Carolingi)
- Wala 826–831 (della dinastia dei Carolingi)
- Guerino I di Sassonia 831–856 (della dinastia dei Carolingi e della famiglia degli Ecbertini)
- Adalgardo 856–877
- Tankmaro 877–879 (della dinastia dei Liudolfingi)
- Avo 877–879
- Bovo I 879–890 (della famiglia degli Ecbertini)
- Gottschalk 890–900
- Bovo II 900–916 (della famiglia degli Ecbertini)
- Volkmar I 916–942
- Bovo III 942–948 (della famiglia degli Ecbertini)
- Gerberno 949–965
- Ludolfo (Luidolfo) 965–983
- Dietmar I di Walbeck 983–1001
- Hosed 1001–1010
- Walo 1011–1015
- Druthmar 1015–1046
- Rudhard 1046–1050
- Arnoldo I di Falkenberg 1051–1055
- Saracho di Rossdorf 1056–1071
- Guerino II 1071–1079
- Federico di Hoya 1080–1082
- Marquardo 1082–1106
- Erchenberto di Homburg 1107–1128
- Volkmar II di Bömeneburg 1129–1138
- Adalberto di Baviera 1138–1144
- Enrico I di Bömeneburg-Nordheim 1144–1146
- Enrico II 1146
- Wibald de Pré 1146–1158
- Corrado 1174–1189
- Witukindo von Spiegel zum Desenberg 1189–1205
- Dietmar II di Stockhausen 1206–1216
- Ippolito di Lüdhorst 1216–1223
- Ermanno I di Holte 1223–1254
- Timo 1254–1275
- Enrico III di Homburg 1275–1306
- Roberto di Horhausen 1306–1336
- Teodorico I di Dalwigk 1336–1359
- Enrico IV von Spiegel zum Desenberg 1359–1360
- Rinaldo I di Dalwigk 1360–1369
- Ernesto di Braunschweig 1369–1371
- Bodo di Pyrmont 1371–1395
- Teodorico II di Runst 1395–1396
- Arnoldo II di Wolf 1396–1398
- Wilbrando di Hallermund 1398–1408, † 1436
- Teodorico III di Runst 1408–1417
- Moritz von Spiegelberg 1417–1435
- Arnoldo III von der Malsburg 1435–1463
- Ermanno II di Stockhausen 1463–1479
- Hermann III von Bömelberg 1479–1504
- Franz Ketteler 1504–1547
- Gaspare I von Hörsel 1547–1555
- Rinaldo II von Buchholz 1555–1585
- Teodorico IV von Beringhausen 1585–1616
- Enrico V von Aschenbrock 1616–1624
- Joseph Christoph von Brambach 1624–1638
- Arnoldo IV de Valdois 1638–1661
- Christoph Bernhard von Galen 1661–1678
- Christoph von Bellinghausen 1678–1696
- Florenz von Welden 1696–1714
- Maximilian von Horrich 1714–1721
- Karl von Plittersdorf 1722–1737
- Gaspare II von Böselager-Hohneburg 1737–1758
- Philipp von Spiegel zum Desenberg 1758–1776
- Johann Karl Theodor von Brabeck 1776–1792

Elevata a Vescovato

## Vescovi di Corvey (1792-1802)
- Johann Karl Theodor von Brabeck 1792
- Ferdinand Hermann Maria von Lüninck 1794–1802

Secolarizzato e passato al Principato di Nassau-Dietz della casata di Orange-Nassau

## Principato di Corvey (1803-1807)
- Guglielmo V di Orange-Nassau 1803–1806
- Guglielmo 1806–1807, († 1843)

## Principatotitolaredi Corvey (1840-1919)
Il Principato di Corvey a livello titolare venne ricreato nella monarchia prussiana per i Principi di Hohenlohe-Schillingfurst del ramo dei Duchi di Ratibor:
- Vittorio I di Ratibor (1840-1893)
- Vittorio II di Ratibor (1893-1919)

## Capi del casato di Ratibor dopo la prima guerra mondiale (1919-attuale)
- Vittorio II di Ratibor (1919–1923)
- Vittorio III di Ratibor (1923–1945)
- Franz-Albrecht Metternich-Sandor (1945–2009)
- Viktor von Metternich-Sandor (dal 2009)